# Joachim Paul Heinz
Joachim Paul Heinz (* 29. Juni 1954 in Erfenbach) ist ein deutscher Historiker und Gymnasiallehrer. Er hat zahlreiche Bücher und Aufsätze zur pfälzischen Geschichte sowie Materialsammlungen zum Einsatz im Schulunterricht veröffentlicht.

## Leben
Joachim Paul Heinz wuchs in Erfenbach auf und besuchte dort die Volksschule. Nach der 4. Klasse wechselte er auf das Gymnasium am Rittersberg in Kaiserslautern, wo er 1973 die Reifeprüfung ablegte. Nach der Ableistung des damals 15-monatigen Wehrdienstes nahm er mit dem Wintersemester 1974/75 das Studium der Fächer Germanistik, Geschichte und Politikwissenschaft an der Universität Trier auf, das er 1980 mit dem 1. Staatsexamen abschloss. In den folgenden Jahren arbeitete er auf ein Promotionsstipendium gestützt an seiner Dissertation. Zwischenzeitlich legte er in Trier das 2. Staatsexamen ab.
1986 promovierte er an der Universität Trier bei Wolfgang Schieder über die pfälzischen Auswanderungen vom Ende des 17. bis zum Ausgang des 19. Jahrhunderts.
Anschließend trat er als Gymnasiallehrer am Karolinen-Gymnasium (Frankenthal) in den Schuldienst des Landes Rheinland-Pfalz ein. 1999 wechselte er als Mittelstufenleiter an das Carl-Bosch-Gymnasium in Ludwigshafen, um am 1. Februar 2006 die Schulleitung des Hans-Purrmann-Gymnasiums in Speyer zu übernehmen. Mit dem Schuljahresende 2019 wurde er in den Ruhestand verabschiedet.
Joachim P. Heinz hat zahlreiche Beiträge zur pfälzischen Landesgeschichte publiziert. Neben seinen fachwissenschaftlichen Arbeiten hat er Materialsammlungen für den Schulunterricht herausgegeben. Zudem entwickelte er ein Kartenspiel zur pfälzischen Geschichte, das 1999 und 2001 in zwei Auflagen vom Arbogast-Verlag in Otterbach herausgegeben wurde.

## Ehrungen und Auszeichnungen
- 1989 Pfalzpreis für pfälzische Geschichte und Volkskunde, vergeben vom Bezirksverband Pfalz, für seine Dissertation „Bleibe im Lande, und nähre dich redlich!“. Zur Geschichte der pfälzischen Auswanderung vom Ende des 17. bis zum Ausgang des 19. Jahrhunderts.[3]

## Werke

### Monographien
- „Bleibe im Lande, und nähre dich redlich!“. Zur Geschichte der pfälzischen Auswanderung vom Ende des 17. bis zum Ausgang des 19. Jahrhunderts. Kaiserslautern: Institut für pfälzische Geschichte und Volkskunde 1989 (=Beiträge zur pfälzischen Geschichte, Bd. 1), [zgl. phil. Diss. Universität Trier 1986]
- Der Tonbergbau zwischen Eisenberg und Hettenleidelheim. Ein vergessenes Kapitel der pfälzischen Wirtschaftsgeschichte (=Beiträge zur pfälzischen Geschichte, Bd. 31), Kaiserslautern: Institut für pfälzische Geschichte und Volkskunde 2019, 2. geringfügig verb. u. ergänzte Aufl., Kaiserslautern 2020[4]

### Herausgeberschaft
- Landes-, Regional- und Mikrogeschichte. Perspektiven für die Pfalz und ihre Nachbargebiete. Hrsg. von Frank Konersmann und Joachim P. Heinz (=Veröffentlichungen der Pfälzischen Gesellschaft zur Förderung der Wissenschaften, Bd. 112), Speyer 2014

### Aufsätze in Zeitschriften oder Sammelwerken
- Zur Bevölkerungsentwicklung im Kaiserslauterner Raum im letzten Drittel des 18. und im ersten Drittel des 19. Jahrhunderts. In: Jahrbuch zur Geschichte von Stadt und Landkreis Kaiserslautern 20/21 (1982/83), S. 271–286
- Die Pfalz – eine Geschichtslandschaft? In: Pfälzer Heimat 35, H. 1 (1984), S. 30–32
- Die pfälzische Auswanderung im 18. Jahrhundert. In: Globus 22, H. 2 (1990), S. 3–5
- Der Einfluß der Auswanderung auf die Bevölkerungsentwicklung der bayerischen Rheinpfalz im 19. Jahrhundert. In: Pfälzer Heimat 44, H. 2 (1993), S. 68–80
- mit Hermann Arend: Die Zentrumspartei und die Wahlen im Trierer Raum zur Zeit des Kulturkampfes. In: Der Schellenbaum 10 (1997), S. 43–60
- 125 Jahre VfR Hettenleidelheim. In: 125 Jahre VfR Hettenleidelheim – Festschrift. Grünstadt 2004, S. 19–104
- Ganz im Geiste von Turnvater Jahn. 125 Jahre VfR Hettenleidelheim – Einer der ältesten Vereine im Kreis. In: Heimat-Jahrbuch 2005: Landkreis Bad Dürkheim. Haßloch 2004, S. 225–233
- Bevölkerung und Statistik im Herzogtum Pfalz-Zweibrücken in der Frühen Neuzeit. In: Charlotte Glück-Christmann (Hg.). Die Wiege der Könige – 600 Jahre Herzogtum Pfalz-Zweibrücken. Zweibrücken 2010, S. 132–141
- Umrisse der Bevölkerungsgeschichte im Herzogtum Pfalz-Zweibrücken in der Frühen Neuzeit. In: Frank Konersmann / Hans Ammerich (Hg.). Historische Regionalforschung im Aufbruch. Studien zur Geschichte des Herzogtums Pfalz-Zweibrücken anlässlich seines 600. Gründungsjubiläums (=Veröffentlichungen der Pfälzischen Gesellschaft zur Förderung der Wissenschaften, Bd. 107), Speyer 2010, S. 55–81
- Der Reichsdeputationshauptschluss (1803) und die Auflösung der pfälzischen Grafschaften Wartenberg, Sickingen und von der Leyen. In: Mitteilungen des Historischen Vereins der Pfalz 111 (2013), S. 185–265
- Vom Nutzen und Nachteil der Statistik in vor-statistischer Zeit. In: Frank Konersmann / Joachim P. Heinz (Hg.). Landes-, Regional- und Mikrogeschichte. Perspektiven für die Pfalz und ihre Nachbargebiete (=Veröffentlichungen der Pfälzischen Gesellschaft zur Förderung der Wissenschaften, Bd. 112), Speyer 2014, S. 73–87
- Aufstieg und Fall des Johann Casimir Kolbe von Wartenberg – Premierminister am Hofe des ersten preußischen Königs. In: Mitteilungen des Historischen Vereins der Pfalz 112 (2014), S. 97–171
- Rheingraf Carl Magnus von Grehweiler. In: Pfälzer Lebensbilder, Bd. VIII, hrsg. von Hartmut Harthausen (=Veröffentlichungen der Pfälzischen Gesellschaft zur Förderung der Wissenschaften, Bd. 115), Speyer 2014, S. 33–44
- Tonbergbau in Göllheim und Lautersheim. In: Peter Diehl / Andreas Imhoff / Lenelotte Möller (Hg.). Wissensgesellschaft Pfalz. 90 Jahre Pfälzische Gesellschaft zur Förderung der Wissenschaften (=Veröffentlichungen der Pfälzischen Gesellschaft zur Förderung der Wissenschaften, Band 116), Speyer 2015, S. 149–153
- Eine zweibrückische Bevölkerungsstatistik des Oberamtes Meisenheim von 1757 als Beispiel für Probleme bevölkerungsgeschichtlicher Fragestellungen im 18. Jahrhundert. In: Mitteilungen des Historischen Vereins der Pfalz 114 (2016), S. 147–173
- Friedrich Christian Henrich Laukhard – Magister, Musketier, Sansculotte, Pfarrer und radikaler Schriftsteller der Aufklärung. In: Mitteilungen des Historischen Vereins der Pfalz 117 (2019), S. 275–304
- Rassenschande in Zweibrücken 1939. In: Pfälzer Heimat 71 (2020), S. 8–18
- Unter den Kannibalen der Südsee – Der Speyerer Hermann Detzner als Kolonialoffizier in den Diensten des Kaisers. In: Pfälzer Lebensbilder, Bd. IX, hrsg. von Hartmut Harthausen (=Veröffentlichungen der Pfälzischen Gesellschaft zur Förderung der Wissenschaften, Band 124), Speyer 2020, S. 187–209
- Franz Joseph Heinz (1884-1924). In: Pfälzer Lebensbilder, Bd. IX, hrsg. von Hartmut Harthausen (=Veröffentlichungen der Pfälzischen Gesellschaft zur Förderung der Wissenschaften, Band 124), Speyer 2020, S. 211–236
- Der Lautersheimer Tonbergbau um 1900. Teil 1. In: Nordpfälzer Geschichtsverein 101, Nr. 2 (2021), S. 16–25
- Der Lautersheimer Tonbergbau um 1900. Teil 2. In: Nordpfälzer Geschichtsverein 101, Nr. 3 (2021), S. 7–23
- Verbotene Liebe – Kerzenheim 1942. In: Pfälzer Heimat 73, H. 1 (2022), S. 13–31
- Denunziation in einem pfälzischen Dorf 1935. In: Mitteilungen des Historischen Vereins der Pfalz 119, (2021), S. 369–418
- Die Not der Barbara Heinz. In: Pfälzer Heimat, Jg. 74, H. 2 (2023), S. 53–56
- Verbotener Umgang – Föckelberg 1943. In: Westricher Heimatblätter, Jg. 54, H. 3 (2023), S. 90–100
- Verbotener Umgang – Urteile des Amtsgerichtes Grünstadt im 2. Weltkrieg. In: Pfälzer Heimat, Jg. 75, H. 1 (2024), S. 27–38
- Über den Bevölkerungsstand der Grafschaft Falkenstein am Ende des Alten Reiches. In: Nordpfälzer Geschichtsblätter Jg. 105, Nr. 1 (2025), S. 1–12 (mit 2 Karten und 4 Tabellen)

### Didaktisches Schrifttum
- Revolutionärer Umbruch 1793/94 in der Pfalz am Beispiel des Städtchens Grünstadt und einiger umliegender Dörfer, PZ-Information 21 / 96 (Reihe „Region und Unterricht“), Bad Kreuznach: Pädagogisches Zentrum Rheinland-Pfalz 1996
- Die Suche nach dem idealen Staat. Bd. I: Von Platon bis Hobbes. Texte, Tafelbilder und Erwartungshorizonte zur abendländischen Staatstheorie. München: Park Körner Verlag 1998
- Die Suche nach dem idealen Staat. Bd. II: Von Locke bis Popper. Texte, Tafelbilder und Erwartungshorizonte zur abendländischen Staatstheorie. München: Park Körner Verlag 1998
- Das Hambacher Fest 1832 – 2007. Materialsammlung für den Unterricht mit ausgearbeiteten Modulen (Sekundarstufe I und II). Kaiserslautern: Bezirksverband Pfalz 2007; 2. überarbeitete Aufl. 2022 (darin die Kapitel 1.1, 1.2, 3.1, 3.3 und 4)

### Kartenspiel
- Das „Pfalz-Spiel“. Otterbach: Arbogast-Verlag. 1. Auflage 1999; 2. Aufl. 2001